# DJ mix
Pour les articles homonymes, voir Mix.

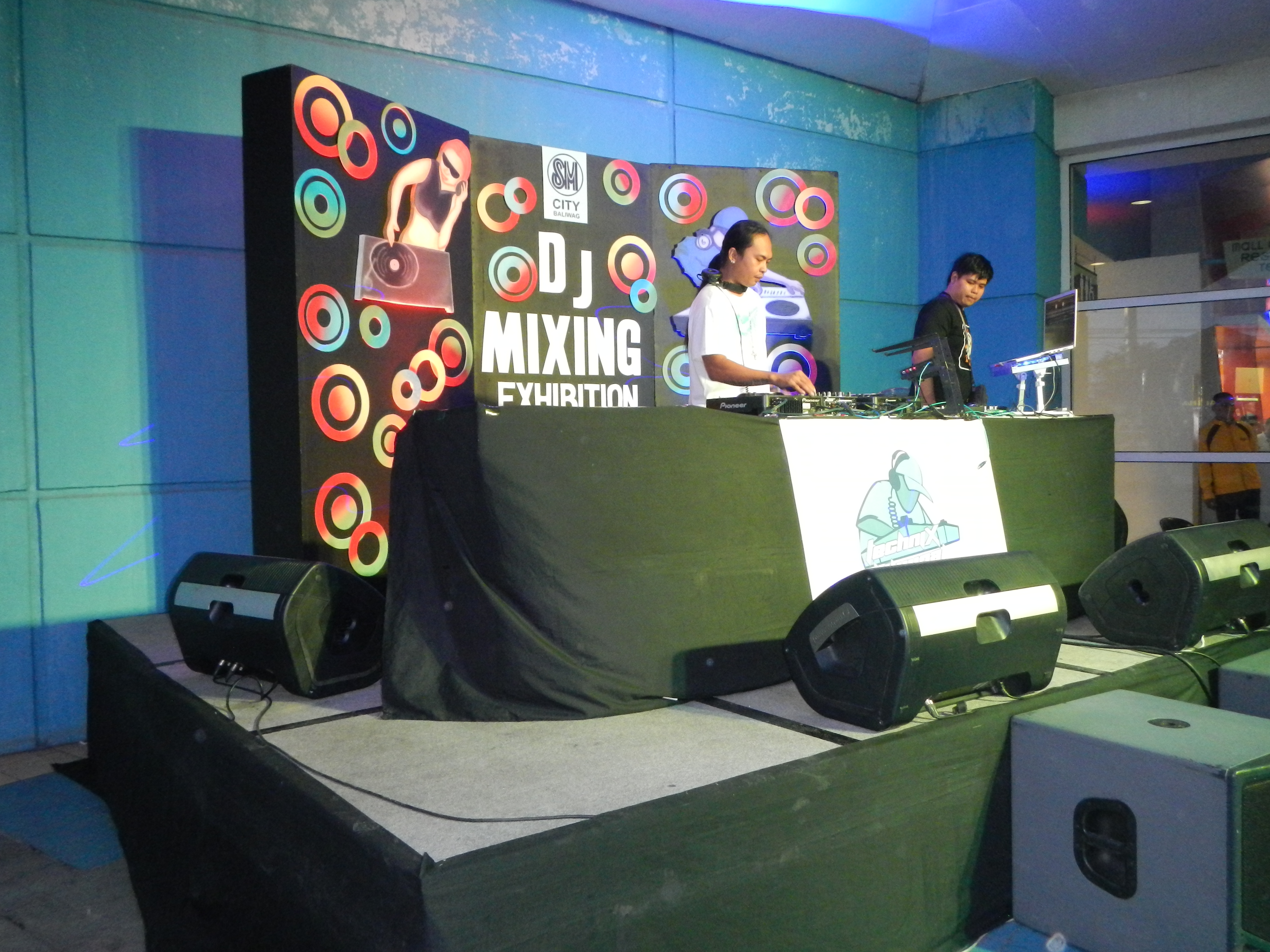
DJ Mixing Exhibition au SM City Baliuag, Bulacain, aux Philippines.

Un DJ mix, ou DJ mixset (abrégés mix ou set respectivement), est un enchaînement de morceaux musicaux mixés se succédant de manière fluide et cohérente. Les morceaux proviennent de platines, de lecteurs de CD, de lecteurs audionumériques ou de cartes-son. Le mixage (DJ mixing) est l'activité correspondante, et se pratique à l'aide d'une console de mixage (DJ mixer). 
Le DJ mix est très différent du mixage en direct (effets sonores diffusés lors de spectacles par un ingénieur du son). Il ne faut pas non plus confondre un DJ mix avec un remix, dont le but est de créer un nouveau titre à partir d'un titre existant. Si le titre créé rassemble plusieurs titres existants, on parle alors de « mégamix ».

## Histoire
L'un des premiers DJ à avoir affiné ses compétences en matière de DJ mix est DJ Kool Herc. Francis Grasso est le premier DJ à utiliser des écouteurs et une forme élémentaire de mixage au Sanctuary, une boîte de nuit de New York, aux États-Unis. À sa sortie en 2000, l'album Perfecto Presents : Another World de Paul Oakenfold devient l'album de mixage de DJ le plus vendu aux États-Unis.

## Caractéristiques

### Musique

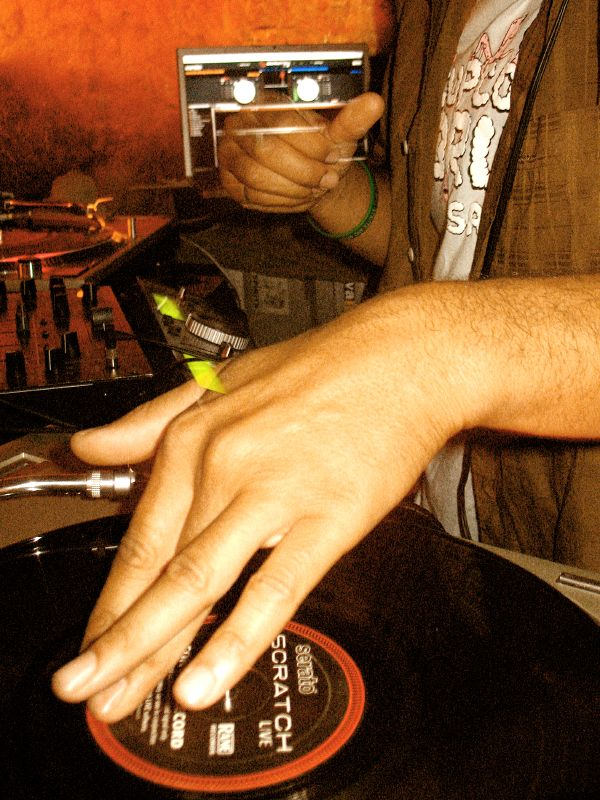
Platine disque d'un DJ.

Un DJ mixe de la musique appartenant à des genres qui correspondent au terme plus général de la musique d'ambiance. Parmi les autres genres mixés par les DJ figurent le hip-hop, le breakbeat et le disco. Les rythmes disco à quatre temps peuvent être utilisés pour créer des mélanges homogènes afin de garder les danseurs sur la piste de danse. Les deux principales caractéristiques de la musique utilisée dans les mixes de DJ sont une ligne de basse dominante et des rythmes répétitifs. La musique mixée par les DJ a généralement un tempo qui oscille entre 100 et 160 BPM.

### Techniques et matériel

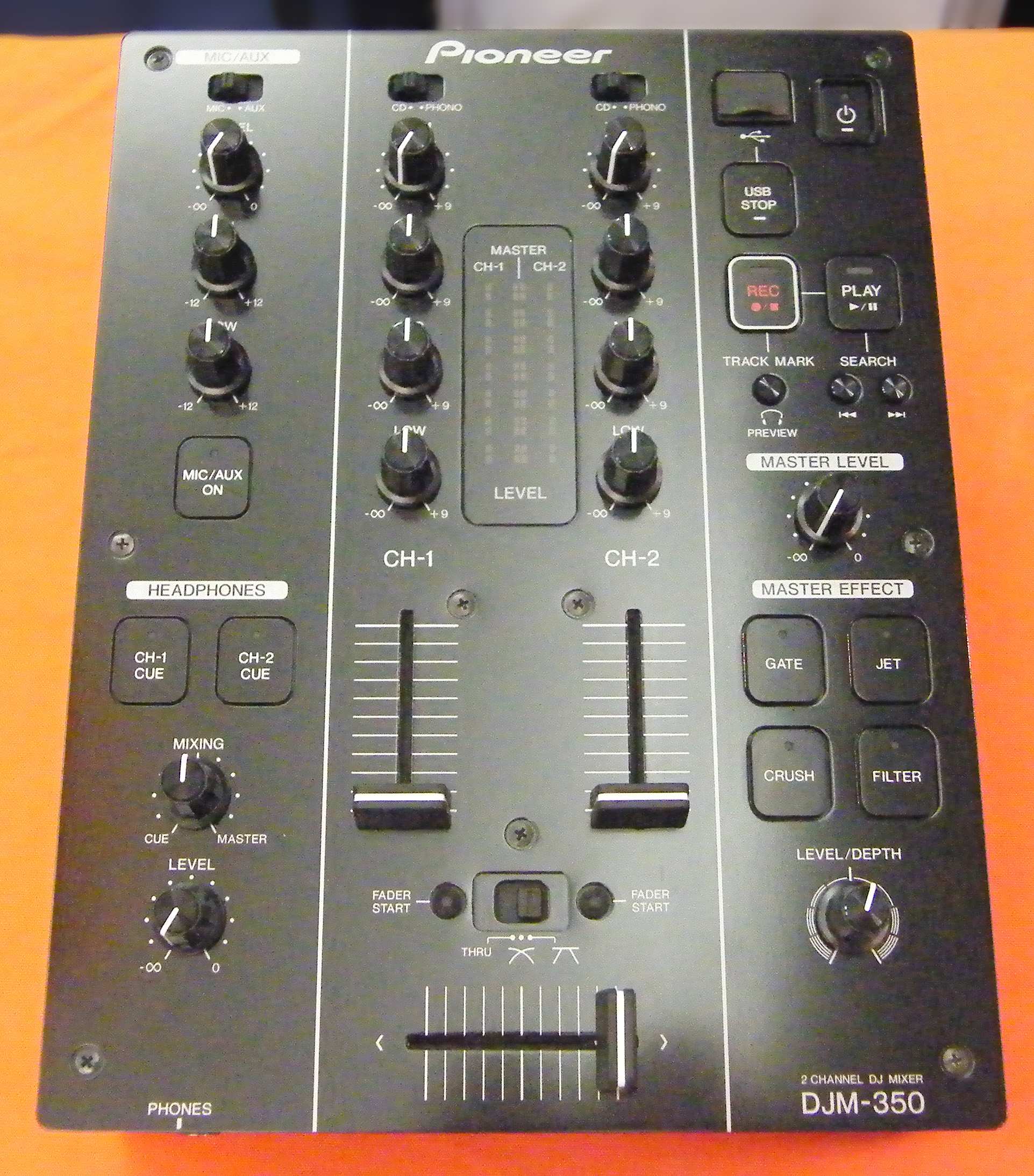
Console Pioneer DJM 350.

Les techniques de DJ mix diffèrent en fonction du genre musical joué. Par exemple, un DJ de house et trance tend vers la fluidité et l'enchaînement de ses morceaux, tandis qu'un DJ de hip-hop préfère faire usage du turntablism, du scratching et d'autres techniques de cuts (découpage). Certains DJ, en particulier ceux mixant de la trance Goa préfèrent mixer lors d'un break, là où les parties au synthétiseur peuvent se mélanger. Dans le domaine de la musique électronique en général, les morceaux sont généralement enchaînés en fondu pour éviter les silences (« blancs »). Un calage de tempos (beatmatching) permet de garder un rythme uniforme.
Le DJ mix, tous genres confondus, requiert une paire de lecteurs (platines vinyles ou CD), une console de mixage pour les mixer, et un casque pour permettre la pré-écoute. Des logiciels (comme VirtualDJ et Traktor), complétés éventuellement par un contrôleur DJ, permettent de remplacer ce matériel par un ordinateur afin de mixer des fichiers numériques (.mp3, ou .wav ou FLAC qui sont de meilleure qualité).
Le mix « live » concerne une session faite en public, ou bien enregistrée d'une seule traite ; sinon, le mix peut être travaillé plus longuement par le DJ dans son studio individuel d'enregistrement.

## Distribution
Habituellement, les DJ distribuent leurs mixes sur CD-R soit sous un fichier au format audio diffusé via des sites web, soit en podcasts dans un but promotionnel. La plupart des DJ enregistrent leurs mixes commerciaux sur CD. Lorsque le mix set d'un DJ est directement distribué via internet, il est généralement présenté sous le format d'un fichier audio continu. Le fichier .cue (séparation d'une musique qui s'enchaîne sur une autre) peut être exécuté par le DJ ou des fans dans le but de pouvoir graver le mix sur CD. Certains mixes sont publiés sur des compilations, appelées mixtapes, enregistrées à l'origine sur des cassettes audio.
Avec l'avènement des réseaux sociaux, beaucoup de DJ se filment, notamment à l'aide de leur téléphone portable, et diffusent leur set en direct ou en diffusé.